# Hannivka, Petrove
Hannivka (în ucraineană Ганнівка) este o comună în raionul Petrove, regiunea Kirovohrad, Ucraina, formată numai din satul de reședință.

## Demografie
Componența lingvistică a comunei Hannivka
     Ucraineană (94%)
     Rusă (5,36%)
     Alte limbi (0,53%)
Conform recensământului din 2001, majoritatea populației comunei Hannivka era vorbitoare de ucraineană (94%), existând în minoritate și vorbitori de rusă (5,36%).